# Kuban Airlines
Kuban Airlines (En ruso: Кубань авиакомпания), también conocida como ALK Airlines (АлК авиакомпания), fue una aerolínea rusa con base en Krasnodar, krai de Krasnodar, Rusia. Operaba servicios regulares nacionales y vuelos chárter internacionales a países de Europa, África y Oriente Medio. Su aeropuerto base era el Aeropuerto Internacional de Krasnodar, en Krasnodar, donde también se encontraban sus oficinas centrales. El nombre Kuban proviene de la Provincia de Kuban, al sur de Rusia.

## Historia
La aerolínea se fundó en 1932 como una división de Aeroflot para la provincia de Kuban. Inicialmente operaba aviones Polikarpov Po-2 , que ofrecían vuelos a Sochi, Armavir, Rostov del Don, Beloréchensk, Yeisk y Maikop. Para 1938 la aerolínea contaba ya con 60 Polikarpov Po-2, 2 Yakovlev Yak-6 y un Pr-5. Durante la Segunda Guerra Mundial, los pilotos de la mayoría de las divisiones de Aeroflot fueron llamados al combate, entre ellas los pilotos de Aeroflot-Kuban. Al final de la guerra, en 1946, se volvió a la normalidad en las operaciones aéreas civiles, llegando ese mismo año el primer Lisunov Li-2 para la aerolínea. Dos años más tarde los Li-2 fueron sustituidos por los más modernos Ilyushin Il-14, con mayor cantidad de asientos y menor consumo de combustible. No fue sino hasta 1960 cuando la pista del Aeropuerto de Krasnodar fue finalmente pavimentada para poder recibir a los nuevos Ilyushin Il-18 y los jets Tupolev Tu-104, por lo que finalmente de podría operar vuelos directos hacia Moscú desde Krasnodar. En 1964 se realizó una renovación en la terminal del aeropuerto, por lo que se empezaron a enviar los primeros Antonov An-24 a Aeroflot-Kuban. En 1984 se inauguró la segunda pista del aeropuerto, mientras que empezaron a llegar los primeros Tupolev Tu-154 a la ciudad. 

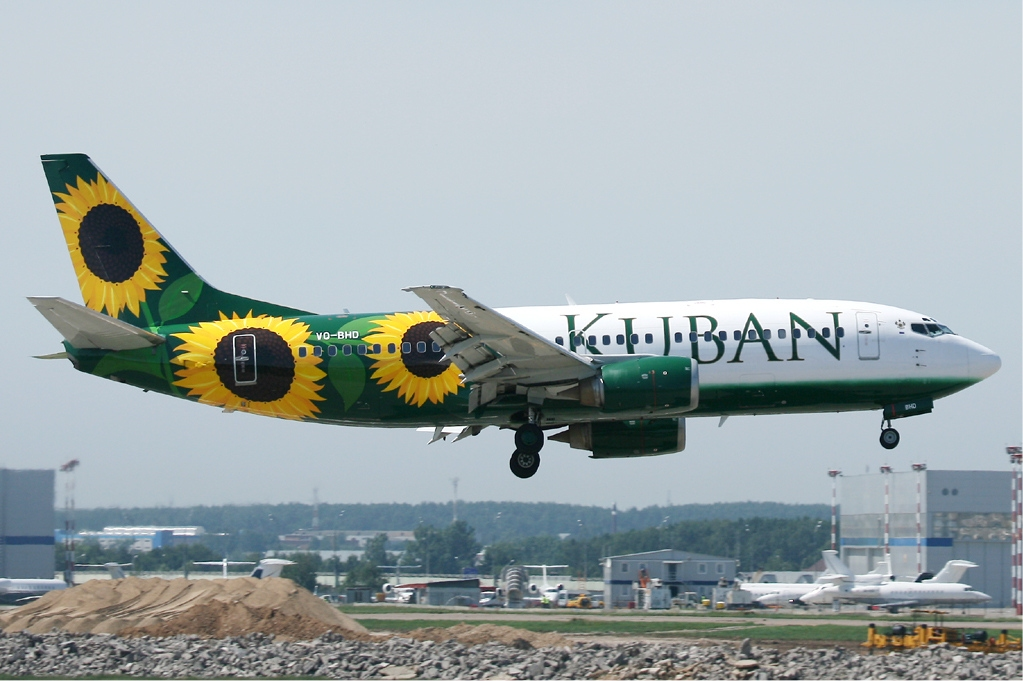
Boeing 737-300 con el nuevo esquema de colores de la aerolínea

En 1993, tras la caída de la Unión Soviética, la división de Aeroflot en la provincia de Kuban se separó y empezó a operar como una aerolínea independiente. Tras la separación, la aerolínea operaba 3 Tupolev Tu-154, 2 Antonov An-24, 1 Antonov An-26 y 8 Yakovlev Yak-42. En el 2000 la aerolínea adquirió 4 Yakovlev Yak-42 adicionales, elevando su flota de estos aparatos a 12. En 2006 la aerolínea puso fin a su sociedad con el Aeropuerto Internacional de Krasnodar y adquiere tres Tupolev Tu-154M3 para complementar su flota. Las estadísticas de 2006 indican que tras la adquisición de nuevos aparatos la aerolínea transporto a 600.000 pasajeros, un 12,7% con respecto al año anterior. En 2009 la aerolínea retira 5 de sus 6 Tupolev Tu-154, sus Antonov An-24 y su Antonov An-26, a la vez que aquiria 3 Boeing 737-300 de la compañía británica BmiBaby. En agosto de 2010, la aerolínea firmó un acuerdo de fusión con la aerolínea de bajo coste SkyExpress, en el cual todas las rutas, aviones y empleados de SkyExpress pasarían a manos de Kuban Airlines. En el 2011 la fusión se hizo efectiva y la aerolínea transporto 9.400 pasajeros, un 35% más que en 2010, esto debido a la fusión.
Actualmente Kuban Airlines figura entre las 20 aerolíneas más importantes de Rusia, esto debido a su importante crecimiento en los últimos 3 años y la ampliación de su red de destinos. Kuban Airlines tiene dos accionistas principales, el gobierno ruso, que posee un 51% de la compañía, y los empleados que poseen el 49% restante.

## Destinos

### África
Egipto
- Sharm el-Sheij-Aeropuerto de Sharm el-Sheij

### Asia Occidental
Armenia
- Ereván-Aeropuerto Internacional de Zvartnots

 Israel

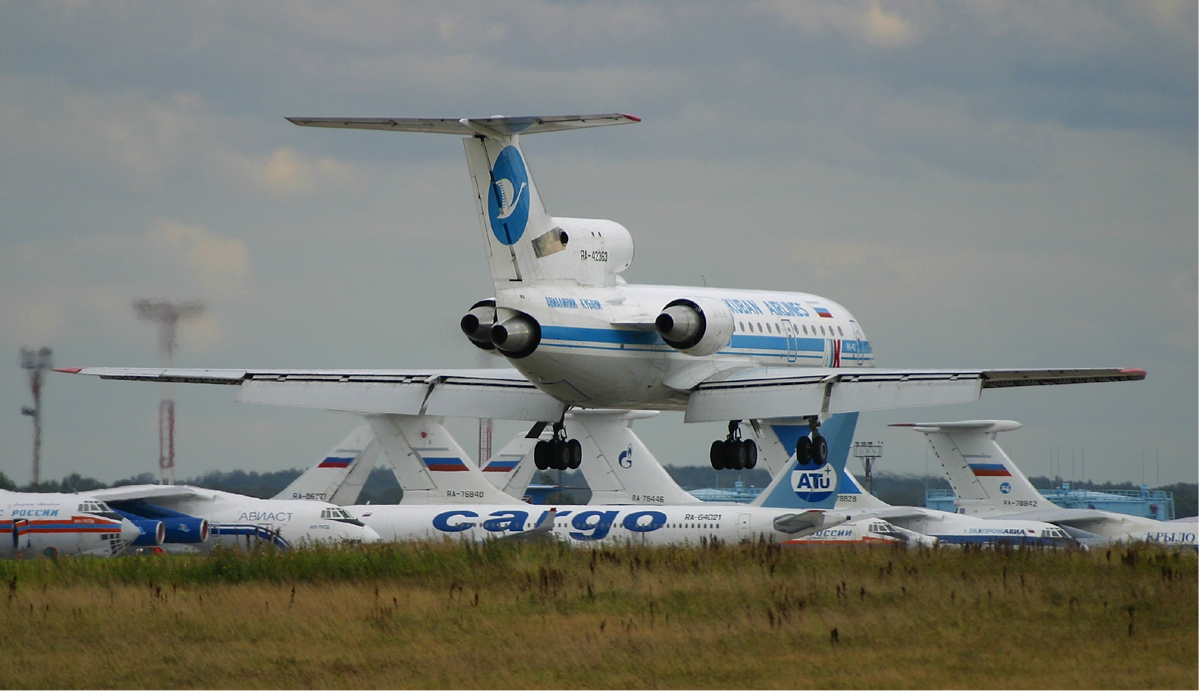
Yakovlev Yak-42 aterrizando en el Aeropuerto de Moscú-Domodedovo

- Tel Aviv-Aeropuerto Internacional de Tel Aviv

 Turquía
- Antalya-Aeropuerto de Antalya

- Estambul-Aeropuerto Internacional Atatürk
- Samsun-Aeropuerto de Çarşamba

 EAU
- Dubái-Aeropuerto Internacional de Dubái

### Europa
Eslovenia
- Liubliana-Aeropuerto de Liubliana

 Rusia

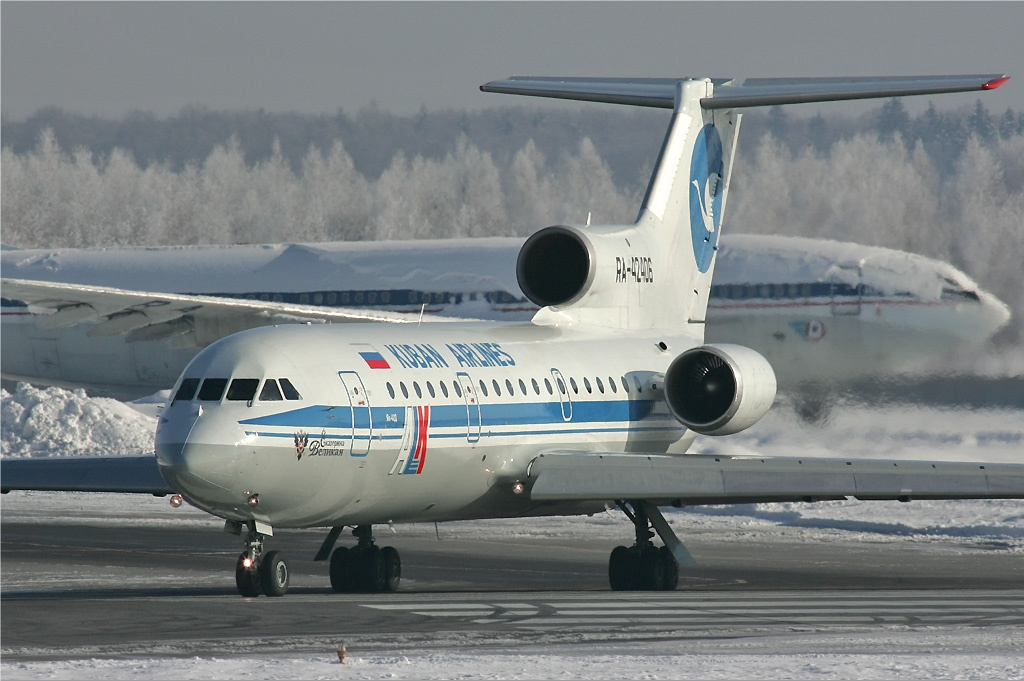
Yakovlev Yak-42 de la aerolínea en el Aeropuerto de Moscú-Domodedovo

- Cheliábinsk-Aeropuerto de Cheliábinsk

- Kaliningrado-Aeropuerto de Kaliningrado-Khrabrovo

- Krasnodar-Aeropuerto Internacional de Krasnodar

- Moscú-Aeropuerto Internacional de Moscú-Vnúkovo

- Nálchik-Aeropuerto de Nálchik

- Sochi-Aeropuerto Internacional de Sochi-Alder

- San Petersburgo-Aeropuerto de Púlkovo

- Vladikavkaz-Aeropuerto de Beslan

## Flota

### Operados anteriormente
- 2 Antonov An-24

- 1 Antonov An-26

- 6 Tupolev Tu-154M[8]